# Parz (Trautmannsdorf)
Parz (mittelalterlich auch Porz und ähnlich) ist ein abgekommener Ort mit Burg bei Trautmannsdorf an der Leitha im Industrieviertel Niederösterreichs. Die Ortswüstung steht als archäologischer Fundort unter Denkmalschutz.

## Lage
Parz lag unweit südöstlich von Schwechat, direkt westlich von Trautmannsdorf linksufrig der Leitha, halbwegs gegen Götzendorf zu.
Die Lage ist durch archäologische Grabung befundet. Der heutige Flurname ist Im oberen Feld.

## Geschichte
Eine erste urkundliche Erwähnung ist vor 1144, als ein Horandus („quidam homo nomine Horandus“) „unum manerium et aream Porz sitam“, also ein Lehen und eine Hofstatt, dem Kloster Neuburg (Stift Klosterneuburg) vermachte.
Der Name steht zu mittelhochdeutsch Portze/Partze, einem wohl ostmittelbairischen Wort für ‚steiniger Hügel‘.
Anfangs dürfte der Ort den Passauer Bischöfen gehört haben oder Lehen der Babenberger gewesen sein,
dann war er vermutlich Besitz der Stuchs von Trautmannsdorf, die wohl ursprünglich von Stixenstein (Stuchsenstein) bei Ternitz stammten und ab dem späteren 12. Jahrhundert Herren von Trautmannsdorf waren.
1335 ist erstmals eine Burg zu Parz genannt, Ulreich der Ryedmarcher ist „ze den Zeiten purgraf datz Portz“.
Das Geschlecht der Stuchse erlosch 1426, Herzog Albrecht V. zog die Herrschaft Trautmannsdorf ein und Parz ging vielleicht 1529, vielleicht auch später, an die Ebersdorfer zu Ebersdorf über (heutiges Wien-Kaiserebersdorf).
Bis 1453 kam das Ungeld von Parz an den Pfleger von Püten (Pitten), seinerzeit Hanns von Neudeck, dann übergab Kaiser Friedrich III. dieses Servitut Medling (Wien-Mödling), zu Handen des Pflegers Jörg dem Mühldorfer, um es für Bruck zu verwenden.
Im Zuge der Wirren um Ladislaus Postumus
besetzten Söldner der Stadt Wien, die befürchtete, dass Wencko von Ruckenau, der berühmt-berüchtigte Raubritter „Ledvenko“, sich des Ortes bemächtigen wolle, die Burg Parz.
Aus den folgenden Jahrzehnten fehlen urkundliche Quellen.
Um 1504 gehörte ein Getreidezehent der Pfarre Sankt Magareten am Moos.
Bei der ersten Wiener Türkenbelagerung 1529 standen die Türken (Osmanen) vor Trautmannsdorf und belagerten die dortige Feste. Dabei könnten Dorf und Burg Parz gänzlich vernichtet worden sein – vielleicht wurde es wegen der ständigen Einfälle aus dem Osten schon früher aufgegeben:
Von 1536 ist bekannt, dass Sigismund von Ebersdorf, oberster Kämmerer in Österreich, „das öde Schloss und die Veste Parz“ dem Seebald Pögel, Freiherr zu Reifenstein und Arberg und Hammerherr zu Thörl in der Steiermark, verkaufte, samt dem Wildbann auf Rot- und Schwarzwild.
Eine letzte Nachricht ist von 1544 erhalten, als anlässlich einer Pfarrvisitation in St. Magareten das Dorf genannt ist, wohl seinerzeit schon historisch.